# Pedro Cevallos Guerra

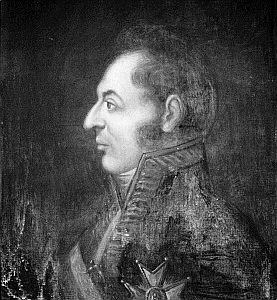
Pedro Cevallos Guerra.

Pedro Cevallos Guerra, född 1 augusti 1759 i San Felices de Buelna, död den 29 maj 1838 i Sevilla, var en spansk statsman. 
Cevallos blev efter sitt giftermål med en niece till Godoy, utrikesminister och ställde sig vid 1808 års revolution på tronföljarens sida. Kung Josef sökte vinna honom för sig, men Cevallos slöt sig snart till stora juntan, i vars tjänst han verkade i London, där han 1808 utgav ett uppseendeväckande arbete om Napoleons beteende mot den spanska kungafamiljen i Bayonne samma år. I spanska befrielsekriget (1808-1814) var han en av de ledande männen, och efter Ferdinand VII:s återkomst stod han med ett kort avbrott i mycken ynnest vid hovet. År 1820 drog han sig tillbaka till privatlivet.